# Linia kolejowa Starogard Gdański – Skarszewy
Linia kolejowa Starogard Gdański – Skarszewy – zlikwidowana, rozebrana linia kolejowa łącząca Starogard Gdański ze Skarszewami. Położona w województwie pomorskim.